# Vuelta a España 2025/12. Etappe
Die 12. Etappe der Vuelta a España 2025 findet am 4. September 2025 statt und führt die 80. Austragung des spanischen Etappenrennens weiter in Richtung Westen. Der Abschnitt führt von Laredo über 144,9 Kilometer nach Los Corrales de Buelna, wobei mit dem Puerto de Alisas und dem Collada de Brenes zwei Pässe des Kantabrischen Gebirges überquert werden müssen. Nach der Zielankunft werden die Fahrer insgesamt 1906 Kilometer absolviert haben, was 59,8 % der Gesamtdistanz der Rundfahrt entspricht.

## Streckenführung
Nach dem Start in Laredo führt die Strecke ins Landesinnere, wobei es über Ramales de la Victoria nach Arredondo geht. Hier beginnt die Auffahrt auf den Puerto de Alisas (670 m), der auf einer Länge von 8,6 Kilometern im Schnitt mit 5,8 % ansteigt. Auf der Passhöhe wird dabei nach 41,4 Kilometern eine Bergwertung der 2. Kategorie abgenommen. Die anschließende Abfahrt führt die Fahrer nach Liérganes, ehe es auf flachen Straßen über Santa María de Cayón nach Vega de Villafufre geht. Auf dem weiteren Weg nach Los Corrales de Buelna müssen nun der Anstieg von San Martin de Villafufre und die Alto de Hijas überquert werden, wobei auf beiden Steigungen keine Bergwertung vergeben wird. Kurz bevor Los Corrales de Buelna erreicht wird, erfolgt jedoch der einzige Zwischensprint nach 103,2 Kilometern in Barros.
Vom Zielort Los Corrales de Buelna aus muss nun eine zusätzliche Schleife absolviert werden, die über den Collada de Brenes (752 m) führt. Dieser wird aus nordöstlicher Richtung befahren und erst 22,9 Kilometer vor dem Ziel passiert. Der sieben Kilometer lange Anstieg weist dabei eine durchschnittliche Steigung von 7,9 % auf  Auf der Passhöhe wird neben einer Bergwertung der 1. Kategorie auch ein Bonussprint ausgefahren, ehe eine schmale Abfahrt nach Arenas de Iguña führt. Von hier aus verlaufen die verbliebenen zehn Kilometer leicht abschüssig, ehe der Zielort Los Corrales de Buelna erreicht wird.
|                            | Ort                    | Kilometer | Länge (km) | Höhe (m) | Ø Steigung |
| -------------------------- | ---------------------- | --------- | ---------- | -------- | ---------- |
| Start                      | Laredo                 | 0,0       |            |          |            |
| Bergwertung (2. Kategorie) | Puerto de Alisas       | 41,4      | 8,6        | 670      | 5,8 %      |
| Zwischensprint             | Barros                 | 103,2     |            |          |            |
| Bergwertung (1. Kategorie) | Collada de Brenes      | 122       | 7          | 752      | 7,9 %      |
| Bonussprint                | Collada de Brenes      | 122       |            |          |            |
| Ziel                       | Los Corrales de Buelna | 144,9     |            |          |            |

## Ergebnis
| \| Etappenergebnis \| Etappenergebnis \| Etappenergebnis \| Etappenergebnis \| Etappenergebnis \| \| Fahrer \| Fahrer \| Land \| Team \| Zeit \| \| --------------- \| --------------- \| --------------- \| --------------- \| --------------- \| |        |      |      |      |
| |        |      |      |      |
| Quelle: ProCyclingStats |        |      |      |      |
| Etappenergebnis |        |      |      |      |
| Fahrer | Fahrer | Land | Team | Zeit |

## Gesamtstände
| \| Gesamtwertung \| Gesamtwertung \| Gesamtwertung \| Gesamtwertung \| Gesamtwertung \| \| Fahrer \| Fahrer \| Land \| Team \| Zeit \| \| ------------- \| ------------- \| ------------- \| ------------- \| ------------- \| |        |      |      |      |
| |        |      |      |      |
| Quelle: ProCyclingStats |        |      |      |      |
| Gesamtwertung |        |      |      |      |
| Fahrer | Fahrer | Land | Team | Zeit |

| Punktewertung | Punktewertung | Punktewertung | Punktewertung | Punktewertung |
| Fahrer        | Fahrer        | Land          | Team          | Punkte        |
| ------------- | ------------- | ------------- | ------------- | ------------- |

| Bergwertung | Bergwertung | Bergwertung | Bergwertung | Bergwertung |
| Fahrer      | Fahrer      | Land        | Team        | Punkte      |
| ----------- | ----------- | ----------- | ----------- | ----------- |

| Nachwuchswertung | Nachwuchswertung | Nachwuchswertung | Nachwuchswertung | Nachwuchswertung |
| Fahrer           | Fahrer           | Land             | Team             | Zeit             |
| ---------------- | ---------------- | ---------------- | ---------------- | ---------------- |

| Mannschaftswertung | Mannschaftswertung | Mannschaftswertung | Mannschaftswertung |
| Team               | Team               | Land               | Zeit               |
| ------------------ | ------------------ | ------------------ | ------------------ |